# 오스모시스 존스
《오스모시스 존스》(Osmosis Jones)는 미국에서 제작된 피터 패럴리 감독의 2001년 애니메이션, 코미디 영화이다. 데이빗 하이드 피어스 등이 주연으로 출연하였고 데니스 에드워즈 등이 제작에 참여하였다.

## 출연

### 주연
- 데이빗 하이드 피어스
- 몰리 샤논
- 크리스 엘리엇
- 빌 머레이

### 조연
- 크리스 록
- 로렌스 피시번
- 브랜디
- 윌리암 샤트너
- 조엘 실버
- 조 C.
- 키드 락

## 기타
- 공동제작: 마크 S. 피셔
- 사운드디자인: 랜디 돔
- 미술: 시드니 J. 바소로미우 주니어
- Ass-PD: 존 워커
- 배역: 릭 몽고메리